# Hao (comuna asociada)
Hao es una comuna asociada de la comuna francesa de Hao  que está situada en la subdivisión de Islas Tuamotu-Gambier, de la colectividad de ultramar de Polinesia Francesa.

## Composición
La comuna asociada de Hao abarca los atolones de Ahunui, Hao, Manuhangi, Nengonengo y Paraoa:
| Comuna asociada de Hao |      |     |       |
| Ahunui                 | 0    | 5.7 | 0     |
| Hao                    | 1066 | 47  | 22.68 |
| Manuhangi              | 0    | 1   | 0     |
| Nengonengo             | 50   | 9   | 5.56  |
| Paraoa                 | 0    | 4   | 0     |

## Demografía
| Gráfica de evolución demográfica de Hao entre 1977 y 2012 |
|                                                           |

Fuente: Insee